# 남오세티야의 국기
남오세티야의 국기(오세트어: Ху́ссар Ирысто́н Респу́ликæйы Пáддзахадон ты́рыса,  러시아어: Госуда́рственный фла́г Респу́блики Ю́жная Осе́тия)는 1990년 11월 26일에 제정된 남오세티야의 헌법에 의해 채택되었으며 1992년 3월 30일에 제정되었다.
하양은 정신적인 순수함을, 빨강은 전사들의 용기를, 노랑은 풍요와 번영을 의미한다. 북오세티야 공화국의 국기와는 비율을 제외하면 완전히 같은 형태이다.

## 같이 보기
- 조지아의 국기
- 압하지야의 국기